# تشارلز إم. ريك
تشارلز إم. ريك (بالإنجليزية: Charles M. Rick)‏ هو عالم نبات وعالم وراثة أمريكي، ولد في 30 أبريل 1915 في ريدينغ في الولايات المتحدة، وتوفي في 2002 في مقاطعة يولو في الولايات المتحدة.